# Hoher Dachstein
Hoher Dachstein – szczyt w grupie Dachstein, w Alpach Salzburskich części Północnych Alp Wapiennych. Leży w Austrii na granicy krajów związkowych Styria i Górna Austria. Jest to najwyższy szczyt w grupie Dachstein. Wysokość szczytu to 2995 m n.p.m. jednak czasami bywa on zaliczany do trzytysięczników, gdyż na jego szczycie znajduje się 5,5 metrowy metalowy krzyż. Szczyt można zdobyć ze schronisk Adamekhütte (2196 m) lub Simonyhütte (2205 m).
Pierwszego wejścia w 1832 r. dokonał samotnie Peter Gappmayr, a 18 lipca 1834 wprowadził na szczyt turystę Carla Thurwiesera.